# Ute Taedke
Ute Taedke ist eine deutsche Tischtennisspielerin. Sie nahm an der Weltmeisterschaft 1959 teil.
Über Ute Taedke ist wenig bekannt. Sie wurde 1959 für die Individualwettbewerbe der Weltmeisterschaft in Dortmund nominiert. Hier unterlag sie im Einzel in der ersten Runde gegen Elsie Carrington (England). Das Doppel mit Irmgard Juniel kam durch Freilos in die zweite Runde, wo es gegen die Chinesinnen Sun Mei-Ying/Qiu Zhonghui ausschied. Das Mixed mit Freddy Schreiber (Venezuela) wurde von Karl Wegrath/Hildegard Hintner (Österreich) besiegt.

## Turnierergebnisse
| Verband | Veranstaltung     | Jahr | Ort      | Land | Einzel     | Doppel    | Mixed      | Team |
| ------- | ----------------- | ---- | -------- | ---- | ---------- | --------- | ---------- | ---- |
| FRG     | Weltmeisterschaft | 1959 | Dortmund | FRG  | letzte 128 | letzte 32 | letzte 128 |      |